# MAKE-UP
MAKE-UP foi uma banda de heavy metal japonesa formada em 1983. O grupo se tornou mais conhecido por ter feito músicas para o anime Os Cavaleiros do Zodíaco, incluindo a famosa abertura "Pegasus Fantasy".

## Carreira
Composta por Hiroaki Matsuzawa na guitarra, Yohgo Kohno nos teclados, Yasuyoshi Ikeda no baixo, Yoshihiro Toyokawa na bateria e Nobuo Yamada nos vocais, a banda se destacou por incorporar mais elementos do hard rock a seu repertório, se destacando de outras bandas de metal japonesas da época. Yamada já havia participado de um álbum de Munetaka Higuchi e gravado outro como membro da banda M.T. FUJI quando todos se juntaram para fundar a MAKE-UP. O nome da banda foi escolhido por Matsuzawa, oriundo da banda homônima formada na escola por Higuchi e Akira Takasaki, ambos membros fundadores de duas outras importantes bandas para o cenário do rock na música japonesa, LAZY e LOUDNESS.
Lançaram álbuns rapidamente, com Howling Will e Straight Liner em 1984 e Born to Be Hard e Rock Legend of Boys and Girls no ano seguinte. Higuchi produziu os dois primeiros. A banda, então, decidiu encerrar suas atividades, mas receberam um inusitado convite: fazer as músicas de abertura de encerramento de um anime. Não era comum, na época, bandas de rock fazerem esse tipo de trabalho, mas encararam o desafio. Matsuzawa e Yamada receberam as letras de Machiko Ryu e compuseram a melodia do que viria a ser as duas primeiras canções de Cavaleiros do Zodíaco: "Pegasus Fantasy" e "Blue Forever". O sucesso fez com que a banda gravasse várias músicas para o anime, lançadas no álbum Saint Seiya Hit Kyokushuu I (que contou com a participação de Mitsuko Horie), se separando só após este lançamento. Entretanto, se reuniram em 1996 para gravar novas músicas para a série, lançadas no álbum Saint Seiya 1996 SONG COLLECTION.
Enquanto separados, seus membros seguiram carreiras distintas. Yamada e Kohno participaram de outras bandas juntos, a GRAND-PRIX e a Osameta; Kohno também se juntou a Hironobu Kageyama para criar a TRY FORCE; Matsuzawa compôs mais canções para Cavaleiros do Zodíaco, como "Soldier Dream"; Ikeda foi parte das bandas CRY e Belladonna até se aposentar; e Toyokawa foi baterista da banda Grand Slam.
Em 2004, foi lançada uma caixa especial contendo cinco CDs chamada Memories of Blue. Ela contém os quatro álbuns de estúdio da banda e um CD extra com canções remixadas, outras em inglês e algumas que só haviam sido lançadas anteriormente em singles.
A banda voltou a se reunir em 2009 com três integrantes (Yamada, Kohno e Matsuzawa), fazendo novos arranjos para "Pegasus Fantasy" e "Blue Forever" lançadas num single feito especialmente para o evento Anime Japan Fes. Lançaram, também, o EP The Voice from Yesterday, novamente com arranjos diferenciados para a abertura e encerramento de Cavaleiros do Zodíaco, com ambas as músicas recebendo 21st century ver. nos nomes, além de quatro músicas inéditas. Infelizmente, Hiroaki Matsuzawa faleceu no ano seguinte devido a um infarto, e banda encerrou suas atividades de vez.
Em 2012, a MAKE-UP participou de uma nova versão de "Pegasus Fantasy", gravada junto com a cantora Shoko Nakagawa. Chamada “Pegasus Fantasy ver Omega”, ela foi usada como abertura do anime Os Cavaleiros do Zodíaco: Ômega e o single chegou à 29ª posição no Oricon Singles Chart e à 24ª na Billboard Japan.
Em 20 de março de 2024, o single de "Pegasus Fantasy" foi relançado em disco de vinil, e esse relançamento chegou à 38ª posição no Oricon Singles Chart e à 37ª posição na Billboard Japan.
Em 20 de abril de 2024, a agência de Nobuo Yamada divulgou no Twitter que ele foi diagnosticado com um tumor no cérebro, tendo seus shows cancelados para se focar no tratamento. Em fevereiro de 2025, o cantor revelou que lutava contra um câncer renal há oito anos. Em 9 de agosto de 2025, o cantor veio a falecer devido ao câncer renal. O funeral foi feito apenas para familiares e sua morte foi anunciada no dia treze do mesmo mês.

Logo da banda

## Membros
- Nobuo Yamada (山田信夫 Yamada Nobuo) – vocais
- Hiroaki Matsuzawa (松澤 浩明 Matsuzawa Hiroaki) – guitarra
- Yasuyoshi Ikeda (池田 育義 Ikeda Yasuyoshi) – baixo
- Yohgo Kohno (河野 陽吾 Kōno Yōgo) – teclados
- Yoshihiro Toyokawa (豊川 義弘 Toyokawa Yoshihiro) – bateria

## Discografia

### Álbuns
| Lançamento                                             | Título                              | em japonês                                                         | informações                                                                                             | Posição na Oricon | Posição na Billboard Japan |
| ------------------------------------------------------ | ----------------------------------- | ------------------------------------------------------------------ | --- | ----------------- | -------------------------- |
| 1 de abril de 1984                                     | Howling Will                        | ハウリング・ウィル                                                 | - Gravadora: Nippon Columbia - Formatos: LP, K7 - Catálogo: AF-7271                                     | -                 | -                          |
| 21 de outubro de 1984                                  | Straight Liner                      | ストレート・ライナー                                               | - Gravadora: Nippon Columbia - Formatos: LP, K7 - Catálogo: AF-7316                                     | -                 | -                          |
| 21 de maio de 1985                                     | Born to Be Hard                     | ボーン・トゥ・ビー・ハード                                         | - Gravadora: Nippon Columbia - Formatos: LP, K7 - Catálogo: AF-7353                                     | -                 | -                          |
| 21 de dezembro de 1985                                 | Rock Legend of Boys & Girls         | ロック・レジェンド                                                 | - Gravadora: Nippon Columbia - Formatos: LP, K7 - Catálogo: AF-7396                                     | -                 | -                          |
| 21 de dezembro de 1986                                 | Saint Seiya Hit Kyokushuu I         | 聖闘士星矢 ヒット曲集I                                             | - Gravadora: Nippon Columbia - Formatos: CD, LP, K7 - Catálogo: 30CC-1349                               | -                 | -                          |
| 21 de julho de 1989                                    | Glory Days ~MAKE-UP Best Collection | GLORY DAYS メイクアップ・ベスト・コレクション                      | - Gravadora: Nippon Columbia - Formatos: CD - Catálogo: CA-3703 - Obs: Coletânea                        | -                 | -                          |
| 21 de março de 1993                                    | Rock Joint Bazzar                   |                                                                    | - Gravadora: BODY - Formatos: CD - Catálogo: COCA-10690 - Obs: Coletânea com a banda GRAND PRIX         | -                 | -                          |
| 20 de março de 1996 \|Saint Seiya 1996 SONG COLLECTION | 聖闘士星矢 1996 ソングコレクション  | - Gravadora: Nippon Columbia - Formatos: CD - Catálogo: COCC-13258 | - | -                 |                            |
| 1º de dezembro de 2004                                 | Memories of Blue                    | MAKE-UP 20周年記念BOX MEMORIES OF BLUE                             | - Gravadora: Nippon Columbia - Formatos: CD - Catálogo: COZA-83-88 - Obs: Caixa coletânea com cinco CDs | -                 | -                          |
| 16 de dezembro de 2009                                 | The Voice from Yesterday            |                                                                    | - Gravadora: Bellwood - Formatos: CD - Catálogo: BZCS-5018 - Obs: EP                                    | -                 | -                          |
| 31 de outubro de 2012                                  | MAKE-UP Golden Best                 | MAKE-UP ゴールデン☆ベスト                                          | - Gravadora: Nippon Columbia - Formatos: CD - Catálogo: COCP-37591-2 - Obs: Coletânea com dois CDs      | -                 | -                          |

### Singles
| Lançamento             | Título                                                    | em japonês                        | informações | Posição na Oricon | Posição na Billboard Japan |
| ---------------------- | --------------------------------------------------------- | --------------------------------- | --- | ----------------- | -------------------------- |
| 21 de outubro de 1984  | Fox on the Run/Sekigahara                                 | フォックス・オン・ザ・ラン/関ヶ原 | - Gravadora: Nippon Columbia - Formatos: LP - Catálogo: AH-519 - Obs: "Fox on the Run" é do álbum Straight Liner - Obs: "Fox on the Run" é um cover da banda Sweet | -                 | -                          |
| 21 de junho de 1985    | Find Out:Remixed Long Version/She Lied:Clear-Cut/Find Out |                                   | - Gravadora: Nippon Columbia - Formatos: LP - Catálogo: AY-7402 - Obs: As música são do álbum Born to Be Hard                                                      | -                 | -                          |
| 21 de setembro de 1986 | Get the Hero                                              |                                   | - Gravadora: Nippon Columbia - Formatos: LP - Catálogo: AY-7414 | -                 | -                          |
| 21 de outubro de 1986  | Pegasus Fantasy/Blue Forever                              | ペガサス幻想/永遠ブルー           | - Gravadora: Nippon Columbia - Formatos: LP e K7 - Catálogo: CK-779                                                                                                | -                 | -                          |
| 11 de janeiro de 2009  | Pegasus Fantasy/Blue Forever                              | ペガサス幻想/永遠ブルー           | - Gravadora: Virtuestone Corp. - Formatos: CD - Catálogo: VS-0001                                                                                                  | -                 | -                          |
| 11 de julho de 2012    | Pegasus Fantasy ver.Ω                                     | ペガサス幻想 ver.Ω                | - Gravadora: Nippon Columbia - Formatos: CD - Catálogo: COCC-16615                                                                                                 | 29ª               | 24ª                        |
| 20 de março de 2024    | Pegasus Fantasy/Blue Forever                              | ペガサス幻想/永遠ブルー           | - Gravadora: Nippon Columbia - Formatos: LP - Catálogo: COKA-97 - Obs: Relançamento do single original                                                             | 38ª               | 37ª                        |